# TO-220

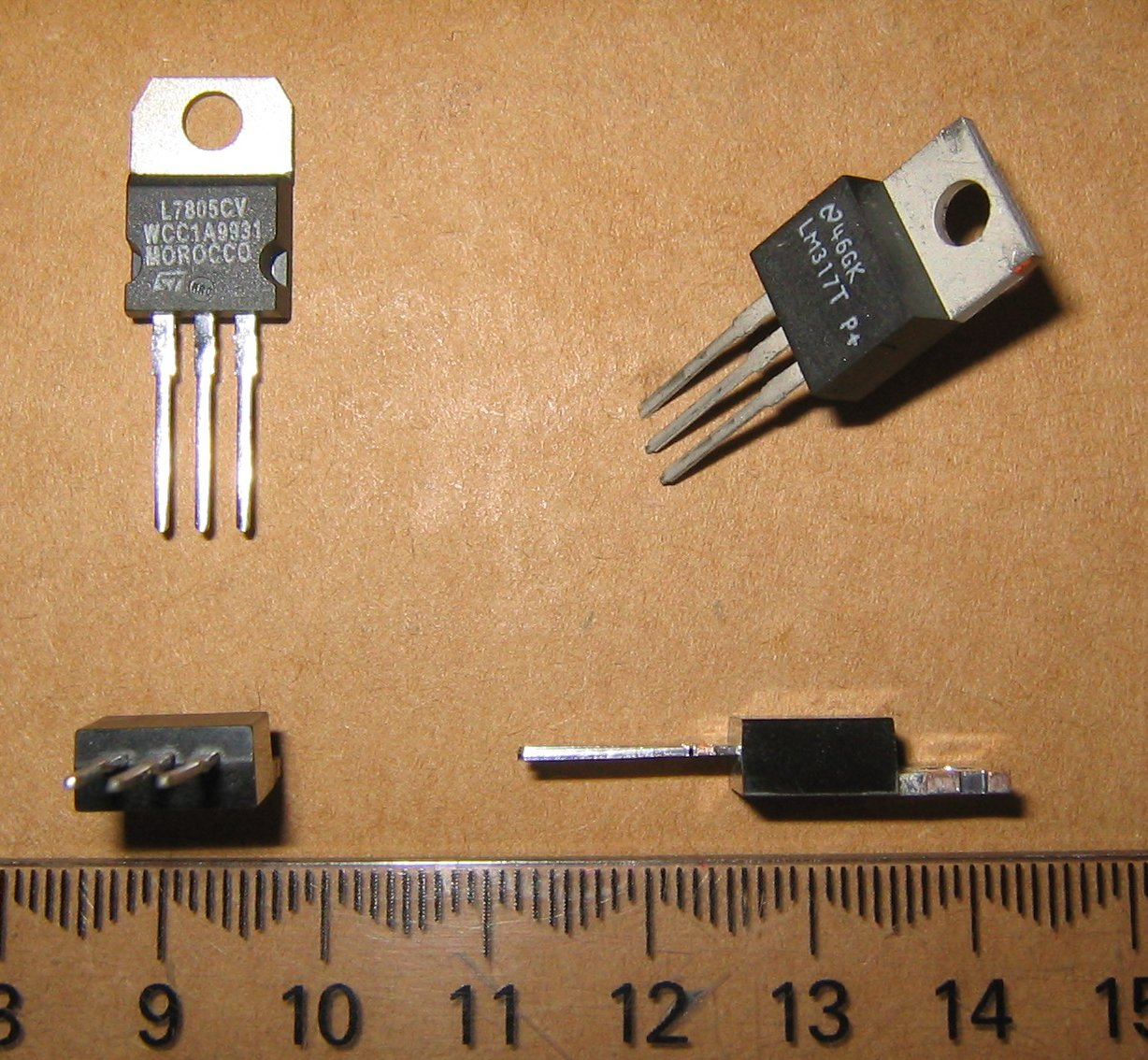
Внешний вид корпуса

TO220 (или TO-220) — тип корпуса для транзисторов, выпрямителей, интегральных стабилизаторов напряжения и других полупроводниковых приборов малой и средней мощности (до 50 Вт выделения тепла). Одной из наиболее распространённых микросхем, выпускающихся в корпусе TO220, являются интегральные стабилизаторы напряжения серии 78xx.
ТО220 состоит из медного никелированного основания, к верхней стороне которого припаивается кристалл полупроводникового прибора, набора жёстких выводов (англ. leadframe), и герметичного пластикового корпуса. Обычный «транзисторный» ТО220 имеет три вывода, существуют модификации с двумя, четырьмя, пятью и семью выводами. В основании имеется единственное крепёжное отверстие ∅2.28 мм под винт. В СССР для более плотного прижима середины приборов в этом корпусе к радиатору, массово использовалась пружинная пластинка с отверстием под тот же винт, накладывавшаяся сверху на прибор. За рубежом практиковалось и прижатие к радиаторам вообще без винта, фасонной плоской пружиной. В обычном исполнении (индексы AB, AC) средний вывод соединён с основанием и, как правило, электрически соединяется с коллектором биполярного транзистора или со стоком МДП-транзистора. Существуют варианты ТО-220 (FP, Full Package, Isowatt), в которых основание корпуса полностью покрыто изолирующим пластиком.
Термическое сопротивление контакта между корпусом ТО220 и радиатором без учёта изолирующей прокладки обычно лежит в пределах от 0,5 до 1 К/Вт. Полное термическое сопротивление между наиболее нагруженным слоем кристалла и радиатором лежит в диапазон от 1 до 5 К/Вт. Термическое сопротивление транзистора без радиатора составляет порядка 50 К/Вт(то есть рассеиваемая мощность при комнатной температуре не превышает двух ватт). Предельные токи современных низкоомных МДП-транзисторов в корпусе ТО-220 ограничены не свойствами самих транзисторов (кристаллов), а свойствами проволоки, соединяющей выводы корпуса с кристаллом. Например, при пропускании через канал транзистора сопротивлением в 10 мОм тока в 75А на кристалле выделяется мощность 56 ватт. Однако тот же ток разогревает проволоку диаметром 0,38 мм до температуры в 220°С, при этом вывод стока в опытной установке нагревается до 180°С.